# James Beadle
James Beadle, né le 16 juillet 2004 à Londres en Angleterre, est un footballeur anglais qui joue au poste de gardien de but à Birmingham City, en prêt de Brighton & Hove Albion.

## Biographie

### En club
Né à Londres en Angleterre, James Beadle est formé par le Charlton Athletic avant de rejoindre Brighton & Hove Albion en janvier 2022. Un an plus tard il prolonge son contrat avec le club jusqu'en juin 2026.
Le 18 janvier 2023, James Beadle est prêté au Crewe Alexandra jusqu'à la fin de la saison,.
Beadle joue son premier match pour le club lors d'une rencontre de League Two, le 21 février 2023 contre le Wallsall FC. Il est titularisé et les deux équipes se neutralisent (0-0 score final).
Lors de l'été 2023, James Beadle rejoint Oxford United sous la forme d'un prêt d'une saison. Le transfert est annoncé le 23 juin 2023.
Le 8 janvier 2024, après avoir été rappelé de son prêt à Oxford United, il est prêté à Sheffield Wednesday jusqu'à la fin de la saison.
Il découvre alors le Championship, jouant son premier match le 20 janvier 2024, contre Coventry City. Il est titularisé et son équipe est battue par deux buts à un,.
Le 4 juillet 2024, le prêt de Beadle à Sheffield Wednesday est prolongé pour une saison supplémentaire.
James Beadle se voit de nouveau prêté lors de l'été 2025 pour une saison. Il rejoint le 1er juillet 2025 Birmingham City, club venant tout juste d'être promu en Championship après une saison à l'échelon inférieur.

### En sélection
Le 10 mai 2023, James Beadle est retenu dans la liste de l'équipe d'Angleterre des moins de 20 ans afin de participe à la coupe du monde des moins de 20 ans en 2023.
James Beadle joue son premier match avec l'équipe d'Angleterre espoirs le 9 septembre 2024, lors d'un match amical face à l'Autriche où il est titularisé. Les jeunes anglais s'imposent par quatre buts à un ce jour-là,.

## Palmarès

### En sélection nationale
- Angleterre espoirs
  - Vainqueur du championnat d'Europe espoirs en 2025.